# Carl Ferdinand Bosse
Carl Ferdinand Bosse (* 23. April 1755 in Wolfenbüttel; † 28. Juli 1793 in Rastede) war ein deutscher Hofgärtner. Er legte den Schlossgarten in Rastede neu an und schuf die Grundlagen für den Schlosspark Lütetsburg.

## Leben
Bosse entstammte einer Familie, die seit mehreren Generationen den Gärtnerberuf ausübte. Er war der älteste Sohn aus erster Ehe des braunschweigischen Hofgärtners Ludwig Johann Bosse (1716–1775) in Wolfenbüttel, der spätere oldenburgische Hofgärtner Christian Ludwig Bosse war sein Bruder. Bosse besuchte das Gymnasium in Braunschweig und absolvierte nach der Sekunda-Reife eine Gärtnerlehre im dortigen Hofgarten. Danach war er als Gartengehilfe in verschiedenen fürstlichen Gärten in Deutschland beschäftigt, so etwa bis 1776 im Bergpark Wilhelmshöhe. Anschließend reiste er nach England und arbeitete bei dem bekannten Landschaftsarchitekten Lancelot Brown, der als Hauptträger der Landschaftsgarten-Bewegung berühmt geworden ist. 
Im Jahre 1784 wurde Bosse dann von dem oldenburgischen Prinzen Peter Friedrich Ludwig, der zu dieser Zeit als Administrator das Herzogtum Oldenburg regierte, als Gärtner nach Rastede berufen und erhielt den Auftrag, den vorhandenen und vernachlässigten Barockgarten sowie das angrenzende Gelände in einen Landschaftsgarten umzugestalten. In diesem Zuge brachte er 1784 den heute für die Region typischen Rhododendron in das Ammerland. 1792 erwarb er selbst in Rastede ein Grundstück, auf dem er mit seiner Frau einen kleinen Gärtnereibetrieb mit Samenhandel einrichtete. Auch von Privatpersonen nahm Bosse Aufträge für Gartenentwürfe an und war außerdem von 1790 bis 1793 als beratender Gartenkünstler für Edzard Moritz zu Innhausen und Knyphausen in Lütetsburg tätig. Hier legte er den Grundstein für den späteren Schlosspark Lütetsburg, den Bosses Sohn weiterführen sollte. Zu den Schülern, die Bosse ausbildete, gehörte auch August Kunze (1779–1858) aus Jever, der später im Jeverland als erfolgreicher Gartengestalter tätig wurde, so etwa bei der Gartengestaltung von Groß Scheep. Bosse starb bereits 1793 nach längerer Krankheit, sein Bruder Christian Ludwig führte das Hofgärtneramt in Rastede als sein Nachfolger weiter.

## Familie
Bosse war seit 1784 verheiratet mit Johanne Christiane Friederice geb. Seuter (1759–1817), der Tochter des Arztes Johann Georg Seuter aus Goslar. Der Ehe entstammte Julius Friedrich Wilhelm Bosse (1788–1864), der später ebenfalls Hofgärtner und Hofgarteninspektor in Oldenburg wurde. 